# Essentialismus
Der Essentialismus (auch Essenzialismus, von lat. essentia „Wesen“) ist in der Philosophie die Auffassung, dass Entitäten notwendige Eigenschaften besitzen.
Der Ausdruck Wesen (griechisch ousia, lateinisch essentia, quidditas) hat im philosophischen Sprachgebrauch eine Doppelbedeutung. Er bezeichnet in der Tradition des Aristoteles ein konkretes Individuum. In einem zweiten Sinn bezeichnet „Wesen“ die allgemeine und bleibende Bestimmtheit eines konkreten Individuums. Die „Entität“ steht auch für das Wesen eines Gegenstandes im Sinne eines für das Dasein und die Identität des Gegenstands notwendigen Elements.
Für unterschiedliche Gegenstandsbereiche wird eine Festschreibung auf eine überzeitliche Wesenheit bestritten, darüber hinaus stehen u. a. allgemein metaphysik-kritische Positionen einem Essentialismus entgegen, ebenso wie Auffassungen, wonach die Existenz dem Wesen vorausgeht (sogenannter Existentialismus).

## Philosophie

### Aristoteles
In der Philosophie wird der Essentialismus bis auf Platon und Aristoteles zurückgeführt. Die aristotelische Begriffsbildung wurde maßgeblich von Thomas von Aquin in die Theologie und in die Scholastik aufgenommen. In den Begriffen von Leibniz ausgedrückt, besagt diese Lehre, dass es notwendige und kontingente Eigenschaften von Dingen gebe, und zwar unabhängig davon, wie wir die Dinge konzipieren oder beschreiben.

### Duhem
Zuerst wurde der Ausdruck Essentialismus 1916 von Pierre Duhem (essentialisme (franz.)) als philosophiegeschichtliche Kategorie eingeführt und bezeichnet bei ihm mittelalterliche Auffassungen, nach denen den für die Erschaffung vorgesehenen Wesenheiten eine überzeitliche, essentielle Existenz zukommt. Étienne Gilson erweiterte diese Kategorie und verwandte sie für sämtliche abendländische Theorien, die vom „ontologischen Primat der essentia vor der existentia ausgehen“.

### Kritik Poppers
Für Karl R. Popper geht der Essentialismus oder die „Wesensphilosophie“ auf die Ansicht zurück, dass eine Definition richtig oder falsch sein kann, indem sie das „Wesen“ eines Begriffes zum Ausdruck bringt. Nach Poppers eigener Definitionslehre sind Definitionen prinzipiell willkürlich, da sie auf Vereinbarung gründen. Alle wirklich wesentlichen Begriffe einer Theorie sind daher für Popper die undefinierten Grundbegriffe.

### Quine
Wegen des „aristotelischen Essentialismus“ meinte Willard Van Orman Quine die quantifizierte Modallogik verwerfen zu müssen. Er ließ indes dabei ungeklärt, welche Position in dieser Frage Aristoteles tatsächlich zugeschrieben werden darf. Michael-Thomas Liske erörtert ausgehend von Texten des Aristoteles, inwieweit ein Art-Essentialismus zur Kennzeichnung von Individuen aufrechterhalten werden könne, und verteidigt diesen gegenüber Quines Forderung nach einer ausschließlichen Extensionalitätsbetrachtung: Der Sinnunterschied zweier extensional gleichwertiger Spezifikationen kann wissenschaftlich bedeutsam sein, weil sie ein verschiedenes Erklärungspotenzial haben können.

## Sozialwissenschaften

### Feminismus
Innerhalb der Theoriebildung der Sozialwissenschaften spielt der Essentialismusbegriff in zeitgenössischen feministischen Diskussionen eine entscheidende Rolle. Essentialismus bedeutet darin eine verallgemeinernde Reduktion auf geschlechtsspezifische Stereotype, woraus (in Gegenabhängigkeit) feministische Handlungsempfehlungen/-forderungen abgeleitet werden (können): Etwa, die Frau solle sich keinesfalls dem Willen ihres Mannes bedingungslos unterwerfen, solle selbst nach (beruflicher) „Selbstverwirklichung“ streben („Karriere-Feminismus“), keinesfalls in der (gesellschaftlich unzureichend geachteten) Rolle der Mutter und Ehefrau aufgehen dürfen (vgl. Mies’ Hausfrauisierung, vgl. Kritik durch Nancy Fraser).
Während der Differenzfeminismus im aktuellen feministischen (Gender-)Diskurs als biologischer bzw. „maternalistischer“ Determinismus und damit als essentialistisch kritisiert wird, finden sich im globalen (System-)Feminismus (western feminism nach Mohanty 1986) kulturessentialistische Tendenzen, die notwendig (zu gewissen Agenden) u. a. von der Bevölkerungslobby (insbesondere seit Kairo 1994) finanziell unterstützt bzw. forciert werden.
Innerhalb des Kulturessentialismus stellt etwa die unreflektierte Zuschreibung von (tendenziell sexueller) Unterdrückung der „Dritte-Welt-Frau“ gegenüber (ihrem) „patriarchal-rohen“ Mann ein klassisches Beispiel dar. Aus einer Begründung feministischer (westlicher) Theoriediskussionen zu (gut gemeinten) Gunsten der „Dritte-Welt-Frau“ gegen patriarchale Strukturen ebendort Interventionen legitimieren meinen zu müssen folgt nicht generell Dank. Mitunter wird dem Diversity-Mainstreaming-Ansatz weiterhin vorgeworfen, „dass dieser von ethnozentrischen weißen Feminismen geprägt sei“.

„Indessen die Vorstellung, Frauen seien ein in einer patriarchalen Gesellschaft unterdrücktes Kollektiv, bei einigen weißen Feminist_innen noch immer existiert. Dabei blenden sie nichts weniger als die Verschränkungen von sozialen, strukturellen Ungleichheitsverhältnissen in einem rassistischen, kapitalistischen System aus oder übersehen diese, weil sie wollen und machen sich zu Kompliz_innen dessen.“

### Kulturwissenschaften
In den Kulturwissenschaften, insbesondere in den interkulturellen Studien, wird mit Essentialismus die Vorstellung bezeichnet, dass Menschen aus gleichen Kulturräumen – zumeist als Territorien verstanden – homogen sind. Demnach gibt es einen gemeinsamen kulturellen Kern, den alle Mitglieder einer Kultur „essentiell“ teilen. Ihr Verhalten ist durch ihre kulturelle Zugehörigkeit bestimmt. Die Arbeit der Kulturwissenschaftler Geert Hofstede und Edward T. Hall basiert auf diesem Konzept und dem Wunsch, Kulturen fest begreifen und erfassen zu können. Neuere, konstruktivistische Verständnisse von Kultur, insbesondere Multikollektivität, lehnen diesen Ansatz ab und kritisieren, dass kultureller Essentialismus zu stark vereinfacht, die Grundlage für Diskriminierung bildet und kulturelle Dynamiken ignoriert.

### Religionswissenschaften
Ein Ziel der Religionswissenschaften ist es, Essentialisierungen kritisch zu beleuchten. Neben einem metaphysischen oder anthropologischen kann auch ein historischer Essentialismus zur Begründung und Legitimation religiöser Traditionen dienen. Wie im Essentialismus jedem Allgemeinbegriff ein wesentlicher Kern zugeordnet werden kann, so kann im Sinne eines historischen Essenzialismus Religionen ein historischer Ursprung zugeschrieben werden, der sich in der Geschichte „nur“ in unterschiedlicher Weise ausgeprägt hat, aber immer Ausdruck des einen Ursprungs gewesen ist. Infolgedessen wird durch die selektive und subjektive Auswahl eines Ursprungs sowie durch das ebenso subjektive Aufzeigen exemplarischer Ausprägungen dieses Ursprungs ein Wesenskern der Religion an sich ausgemacht, der in der Geschichte mal mehr und mal weniger klar ersichtlich wird.
Keinesfalls sind die Ursprünge stets selbstverständlich: So bringt es für die Frage nach einem Kern des Christentums einen erheblichen Unterschied mit sich, ob als Ursprung die frühjüdischen Messiaserwartungen im 1. Jahrhundert v. Chr., das Leben des Jesus von Nazareth, dessen Kreuzigung oder die Verkündigung vom Kreuzestod Jesu und seiner Auferstehung gesetzt wird. Ebenfalls, um im Beispiel des Christentums zu bleiben, ist die Legitimation von christlichen Traditionen aufgrund deren Nähe zum Ursprung des Christentums damit betroffen und es bleibt kritisch zu beurteilen, inwiefern der spezifische Ursprungsgedanke und die Verbindungslinie zur jeweiligen christlichen Tradition konstruiert werden. Schließlich wird in der deutschen theologischen Forschung konfessionsübergreifend sowohl im rechts-konservativen wie im liberalen Flügel der Versuch unternommen, das heutige europäische Christentum anhand ausgewählter Strömungen und Personen zu deuten, wobei in der konstruierten Genese beispielsweise oft der Aufklärung eine große Rolle zukommt, den chronologisch eigentlich näher liegenden Verstrickungen der Kirchen in den Nationalismus des 19. und 20. Jahrhunderts aber kaum Beachtung geschenkt wird. Dahinter scheint die Grundannahme zu stehen, die Geschichte innerchristlich positiv beleuchten zu wollen, die positiv bewerteten Aspekte mitzunehmen und derer zu erinnern.
Zudem können in einem historischen Essentialismus mittels der Selektion religiöser (oder allgemein geisteswissenschaftlicher) Traditionen oder Entwicklungen auch andere Begriffe mit politischer Implikation skizziert und legitimiert werden. So dienen im Zusammenhang von Religion und Nationalismus dem nationalstaatlichen Denken u. a. religiöse Begründungsfiguren zur Legitimation, zur Herausstellung der Einzigartigkeit und zur Aufrechterhaltung nationaler Identitäten.